# Pasterzegletsjer (Groenland)
De Pasterzegletsjer is een gletsjer in Nationaal park Noordoost-Groenland in het oosten van Groenland.
De gletsjer is vernoemd naar de Oostenrijkse Pasterzegletsjer.

## Geografie
De gletsjer is noordwest-zuidoost georiënteerd en heeft een lengte van meer dan 14 kilometer. Ze mondt in het zuidoosten via een gletsjerrivier uit in het Tyrolerfjord. De gletsjer heeft meerdere takken die onderweg samenkomen.
Ten oosten van de gletsjer ligt het A.P. Olsenland en ten zuiden het Payerland.
Op ongeveer vijftien kilometer naar het noorden ligt de Tvegegletsjer en op meer dan 30 kilometer naar het zuidwesten ligt de Wordiegletsjer.